# Prostor (geografie)
Koncept prostoru je jedním ze základních konceptů v geografii, jelikož bývá integrální součástí definic geografie. Samotná historie oboru se často vztahovala k různým formám poznávání prostoru (objevování světa či tzv. prostorová věda v 60. letech). Přesto je samotný pojem prostor poměrně mnohoznačný a v různých obdobích a směrech bývá uvažován různými způsoby. Důraz na prostorový aspekt sociálních jevů vedl až k tzv. prostorové revoluci, tedy zvýšení důrazu na roli prostoru i v sociálních vědách .
Následující odstavce se zabývají především ontologií prostoru/ů. Dále však prostor vystupuje ve vztahu k řadě příbuzných témat, například: prostorová spravedlnost, veřejný/soukromý prostor v urbanismu, fenomenologie prostoru atd.

## Základní pojetí prostoru
Následující koncepce jsou řazeny od nejstaršího po nejmladší. V praxi se mohou u jednoho autora projevovat prvky více pojetí. Všechna pojetí jsou stále běžně používána.

### Absolutní prostor
Absolutní prostor bývá reprezentován jako „aréna“, ve které se odehrávají sledované procesy. Takový prostor existuje sám o sobě a každý objekt má v prostoru jasné souřadnice. Umístění prvku v prostoru je objektivním faktem. Tradičně je zobrazován v topografických mapách. Obvykle je prostor v tomto pojetí nezávislý na samotnému jevu et vice versa. Jako takový se uplatňuje především ve fyzické geografii a pozitivistických přístupech v sociální geografii.
Extrémní variantou absolutního pojetí prostoru je abstraktní prostor, který odpovídá matematickému pojetí prostoru ve smyslu euklidovské geometrie. Slouží především jako idealizovaný podklad pro modelování a teoretizování.

### Relativní prostor
Relativita prostoru poukazuje na praktický nesoulad mezi fyzickou distancí a jiným parametrem vlivem nerovnoměrnosti prostoru. Tím parametrem může být, v závislosti na účelu, například dostupnost nebo náklady. To znamená, že při stejné vzdálenosti je může lišit čas a cena dojížďky vlivem nerovnoměrnosti prostoru (např. horší cesty, omezení rychlosti, překážka jako horský hřeben atd.). Prostor v tomto pojetí již není neutrální, ale ovlivňuje sledovaný jev. V kartografii bývá relativní prostor vyjadřován kartografickou anamorfózou.

### Relační prostor
Myšlenka relačního prostoru vychází z leibnizovské koncepce prostoru, podle které je prostor definován svými prvky, a naopak neexistuje sám o sobě. Relační prostor již není objektivně existujícím prostředím, ale spíše systémem vztahů jeho jednotlivých prvků. Různě definované prostory tak spolu koexistují: například sociální prostor, feministický prostor atd. Prostor již není externím faktorem ovlivňujícím jev, ale je integrální součástí jevu samotného.
Toto pojetí prostoru je typické pro post-strukturalistické a post-modernistické přístupy, které zdůrazňují sociální konstrukci prostoru. Často s sebou nese jistou mocenskou konotaci, jelikož charakter prvku je závislý na jeho vnějších vztazích. Doreen Massey v tomto smyslu redefinuje pojetí duality prostoru amísta, tedy dalšího základního geografického konceptu. Manuel Castells mluví o prostoru toků (viz virtuální prostor), který nahrazuje prostor míst.

## Sociálně konstruovaný prostor
Myšlenka sociálního prostoru a jeho konstrukce prostoru je spjata především se jménem francouzského filosofa Henriho Lefebvra. Objektivní prostor, jako neutrální aréna, neexistuje bez sociální nástavby, která se vytváří spolu s existencí sociálních procesů. Realitou, ve které žijeme, je podle Lefebvra reprezentace prostoru. Tato reprezentace má za sebou dlouhý vývoj. Ten však není lineární, ale jedná se o neustálou reprodukci reprezentace. Výsledkem je palimpsest, tedy souvrství historie reprezentací o našem prostoru.
Lefebvre uvažuje o sociálním prostoru jako o produktu, ale i jako o procesu produkce. Jde o dvě strany jednoho procesu neustálé reprodukce. K jeho pochopení zavádí metodický aparát založený na vícero trialektikách. Prostor, ve kterém žijeme, je potom souhrnem praktik, reprezentací a zkušeností.
Sociální prostor je tedy inherentně politický, jelikož se při jeho (re)produkci uplatňuje dimenze moci. Jako takový byl koncept dále rozpracován především levicovými geografy, například Edwardem Sojou, který je dále autorem konceptů třetího prostoru nebo sociálně-prostorové dialektiky (vzájemné ovlivňování společnosti a prostoru).

## Další významné koncepce

### Časo-prostor
V 70. letech se začala silně uplatňovat tzv. geografie času spjatá s Lundskou univerzitou a především se jménem geografa Torstena Hägerstranda. Základní myšlenkou je, že ve vztahu k mobilitě není možné oddělovat prostor a čas. Každá lidská aktivita, která probíhá v prostoru, probíhá zároveň i v čase. Na základě toho byl vytvořen celý metodologický aparát (pojmy X, Y, Z).
Doba vzniku odpovídá sklonku pozitivistického paradigmatu, a i přes přesun pozornosti k jedinci, tíhne směr k objevování objektivní reality včetně využití euklidovskéhého pojetí prostoru a lineárního času. Svého času vlivný směr ovlivnil například Antonyho Giddense a jeho teorii strukturace. Spojení prostoru s časem je od té doby standardním výzkumným tématem na poli sociální geografie. Mezi novější koncepty patří například rytmus místa[4], chronotop, chronopolis.

### Virtuální prostor
O virtuálním prostoru se mluví ve více smyslech. Zaprvé jde o síť, kde fyzická distance přestává existovat a přetavuje se na relace mezi počítači, respektive mezi lidmi. I v tomto prostoru však existuje tzv. virtuální mobilita, kdy relačním prostorem sítí cestují naše alter ega, peníze, obrázky i ideje. To odpovídá Castellsově konceptu relačního prostoru jakožto prostoru toků. Dále se do virtuálního prostoru přesouvá řada lidských aktivit od komunikace, přes nakupování, po umění. Zadruhé, může virtuální prostor znamenat digitální reprezentaci reality (např. virtuální reality, svět PC her). Jde o prostor imaginace a lidské fantazie.
Ačkoliv bývá virtuální prostor považován za protiklad fyzického, jsou prostory v úzkém spojení. Zaprvé, virtuální svět ovlivňuje fyzický (např. finanční transakce, virtuální identity). Zadruhé, Oba světy koexistují jako doplňky (např. že se potkávají lidé, kteří by se kvůli fyzické distanci nemohli potkat). Zatřetí, virtuální svět je fyzickým světem modelován. Někdy bývá taktéž hovořeno o rozšířené realitě.